# The Game (album Queen)
The Game – album brytyjskiej grupy rockowej Queen. Jedyny album zespołu, który dotarł na pierwsze miejsce na listach przebojów zarówno w Wielkiej Brytanii, jak i w Stanach Zjednoczonych. Jest to też pierwszy album Queen bez napisu „No Synths” (bez syntezatorów). Syntezatory użyte są jednak bardzo oszczędnie – można je znaleźć jedynie w „Save Me”, „Rock It”, „Cooming Soon", "Sail Away Sweet Sister" i „Play the Game”.
W 2003 roku album został wydany w formacie DVD-Audio z dźwiękiem w 5.1 i stereo. 8 lipca 2009 roku wydawnictwo uzyskało status platynowej płyty w Polsce.
Na stronie B singla „Play the Game” znalazł się utwór „A Human Body” autorstwa Rogera Taylora. Nie umieszczono go na albumie, ponieważ koledzy z zespołu przekonali perkusistę, że wówczas album będzie „zbyt spokojny”. Na miejsce usuniętego utworu zdecydowano się wstawić utwór „Coming Soon”.

## Lista utworów
1. „Play the Game” (Mercury)
2. „Dragon Attack” (May)
3. „Another One Bites the Dust” (Deacon)
4. „Need Your Loving Tonight” (Deacon)
5. „Crazy Little Thing Called Love” (Mercury)
6. „Rock It” (Prime Jive) (Taylor)
7. „Don't Try Suicide” (Mercury)
8. „Sail Away Sweet Sister” (May)
9. „Coming Soon” (Taylor)
10. „Save Me” (May)

## Dragon Attack
Utwór powstał podczas sesji improwizacyjnej. Brian May, który jest też głównym autorem tekstu, uważa, że członkowie zespołu byli wtedy pijani.
Na koncertach utwór był wykonywany w skróconej wersji. Całość została wykonana po raz pierwszy dopiero podczas trasy Queen + Paul Rodgers w 2006.